# مظاهرات 11 ديسمبر 1960

الإصطدامات مع الجيش الفرنسي.

مظاهرات 11 ديسمبر 1960 هي مظاهرة سلميّة خرج فيها الجزائريون يوم 11 ديسمبر 1960 لتأكيد مبدأ تقرير المصير للشعب الجزائري ضد سياسة الجنرال شارل ديغول الرامية إلى الإبقاء على الجزائر جزءاً من فرنسا في إطار فكرة الجزائر الجزائرية من جهة وضد موقف المعمرين الفرنسيين الذين ما زالوا يحلمون بفكرة الجزائر فرنسية قامت السلطات الفرنسية بقمع هذه المظاهرات بوحشيّة مما أدّى إلى سقوط العديد من الشهداء.

## أسباب المظاهرات 11 ديسمبر 1960
عملت جبهة التحرير الوطني لسياسة شارل ديغول والمعمرين معا حيث ارتكز ديغول على الفرنسيين الجزائريين لمساندة سياسته والخروج في مظاهرات واستقباله في عين تموشنت يوم 9 ديسمبر 1960، وعمل المعمرون على مناهضة ذلك بالخروج في مظاهرات وفرض الأمر على الجزائريين للرد على سياسة ديغول الداعية إلى اعتبار الجزائر للجميع في الإطار الفرنسي، ولم تكن جبهة التحرير الوطني محايدة بل دخلت في حلبة الصراع بقوة شعبية هائلة رافعة شعار الجزائر مسلمة مستقلة ضد شعار ديغول (الجزائر جزائرية) وشعار المعمرين (الجزائر فرنسية).

### مظاهرات الجمعة 9 ديسمبر 1960 بمدينة عين تموشنت
بعد وصول ديغول إلى مطار زناتة على متن طائرة «كارافيل» ثم الوصول إلى مدينة عين تموشنت على الساعة 11 و 46 د بواسطة مروحية مرفوقا بوزير الدولة «جوكس» المكلف بالشؤون الجزائرية والعميد إلى رئيس أركان الجيش الفرنسي.
الزيارة هي الثامنة من نوعها إلى الجزائر وللتذكير في قضية الجزائر كانت حيّز الدراسة من طرف هيئة الأمم المتحدة منذ الخامس من ديسمبر 1960.
بعد مصافحة مستقبليه وعلى رأسهم «أورسيرو» عمدة البلدية. ألقى «ديغول» كلمة قصيرة أدلى بها على فحوى زيارته إلى عين تموشنت. إلا أن كلمته كانت تذاع بواسطة مكبر الأصوات. هذا ماكان ليرضي الفرنسيين الموجودين في الساحة المحادية لمقر البلدية الذين بدؤوا يصرخون ويشتمون ديغول وسياسته المنتهجة. الأهالي الذين كانوا أيضا متواجدين في الساحة لم يفوّتوا الفرصة للتعبير عن مشاعرهم وبكل شدة لحقهم في الحرية والاستقلال. وفي هذه اللحظة ولأول مرة يُرفع العلم الوطني في عين تموشنت وشعارات مثل «الجزائر جزائرية» و«الجزائر مسلمة». تلت ذلك مناوشات عنيفة بين الطرفين، ثم اعتقالات بالجملة.

## سير المظاهرات
بعد وقائع المظاهرات المساندة لسياسة شارل ديغول يوم 9 ديسمبر، ومظاهرات المعمرين يوم 10 منه، جاء زحف المظاهرات الشعبية بقيادة جبهة التحرير الوطني يوم 11 ديسمبر ليعبر عن وحدة الوطن والتفاف الشعب حول الثورة مطالبا بالاستقلال التام. خرجت مختلف الشرائح في تجمعات شعبية في الساحات العامة عبر المدن الجزائرية كلها، ففي الجزائر العاصمة عرفت ساحة الورشات (أول ماي حاليا) كثافة شعبية متماسكة مجندة وراء العلم الوطني وشعارا الاستقلال وحياة جبهة التحرير، وعمت شوارع ميشلي (ديدوش مراد حاليا) وتصدت لها القوات الاستعمارية والمعمرون المتظاهرون وتوزعت المظاهرات في الأحياء الشعبية في بلكور وسلامبي (ديار المحصول حاليا) وباب الوادي، والحراش، وبئر مراد ريس، والقبة، وبئر خادم، وديار العادة، والقصبة، ومناخ فرنسا (وادي قريش)، كانت الشعارات متحدة كلها حول رفع العلم الوطني وجبهة التحريرالوطني والحكومة المؤقتة وتحيا الجزائر، وتوسعت المظاهرات لتشمل العديد من المدن الجزائرية وهران، الشلف، البليدة وقسنطينة وعنابة وغيرها حمل فيها الشعب نفس الشعارات ودامت المظاهرات أزيد من أسبوع.

## تصدي القوات الاستعمارية للمتظاهرين

بعض المتظاهرين المقبوض عليهم.

في مدينة وهران الواقعة غرب الجزائر خرج غلاة الفرنسيين ينددون بديغول ويتمنون له المشقة مرددين شعار الجزائر فرنسية، ومن جانبهم خرج الجزائريون ينادون باستقلال الجزائر، ومع تدخل القوات الاستعمارية في عمق الأحياء العربية، سقطت العديد من الأرواح الجزائرية دون أن تمنع خروج المتظاهرين إلى الشوارع في اليوم الموالي هاتفين بالاستقلال وحياة جبهة التحرير الوطني.
وبعيدا عن العاصمة ووهران، دامت المظاهرات أزيد من أسبوع شملت قسنطينة، عنابة سيدي بلعباس، الشلف، البليدة، بجاية، تيبازة،(أولاد رشاش بخنشلة)، وغيرها، بينّت كلها بفعل الصدى الذي أحدثته على أكثر من صعيد، حالة الارتباك التي أصابت الاستعمار وعن مدى إصرار الشعب الجزائري على افتكاك السيادة المسلوبة، وبالمناسبة ألقى فرحات عباس في 16 ديسمبر 1960 خطابا في شكل نداء أشاد فيه ببسالة الشعب، وفضح فيه للعلن وحشية وغطرسة الاستعمار.

## موقفالحكومة المؤقتة
بعد أن حققت جبهة التحرير انتصارا ساسيا واضحا ردا على سياسة ديغول والمعمرين معا، ألقى الرئيس فرحات عباس يوم 16 ديسمبر 1960 خطــابـا في شكل نداء أشاد فيه ببسالة الشعب الجزائري وتمسكه بالاستقلال الوطني وإفشاله للسياسة الاستعمارية والجرائم المرتكبة ضد المدنيين العزل.

## نتائج المظاهرات
- -أكدت المظاهرات الشعبية حقيقة الاستعمار الفرنسي الإجرامية وفظاعته أمام العالم، وعبر عن تلاحم الشعب الجزائري وتماسكه وتجنيده وراء مبادئ جبهة التحرير الوطني والقضاء على سياسة ديغول المتمثلة في فكرة الجزائر جزائرية وفكرة المعمرين الجزائر فرنسية.
- -أما على المستوى الدولي فقد برهنت المظاهرات الشعبية على مساندة مطلقة لجبهة التحرير الوطني، واقتنعت هيئة الأمم المتحدة بإدراج ملف القضية الجزائرية في جدول أعمالها وصوتت اللجنة السياسية للجمعية العامة لصالح القضية الجزائرية ورفضت المبررات الفرنسية الداعية إلى تضليل الرأي العام العالمي.
- -اتساع دائرة التضامن مع الشعب الجزائري عبر العالم خاصة في العالم العربي وحتى في فرنسا نفسها، خرجت الجماهير الشعبية في مظاهرات تأييد، كان لها تأثير على شعوب العالم ودخلت فرنسا في نفق من الصراعات الداخلية وتعرضت إلى عزلة دولية بضغط من الشعوب، الأمر الذي أجبر شارل ديغول على الدخول في مفاوضات مع جبهة التحرير الممثل الشرعي والوحيد للشعب الجزائري، وهو الأمل الوحيد لإنقاذ فرنسا من الانهيار الكلي.-